# Чернишевський район (Ростовська область)
Чернишевський район — адміністративно-територіальна одиниця, що існувала у РРФСР у 1934—1957 роках.

## Історія
У 1934—1937 роках Чернишевський район входив у Північно-Донський округ у складі Азово-Чорноморського краю.
13 вересня 1937 року Чернишевський район (з центром в станиці Чернишевська) увійшов до складу Ростовської області. 
Указом Президії Верховної Ради СРСР від 6 січня 1954 року з Ростовської області була виділена Кам'янська область (з центром у місті Кам'янськ-Шахтинський). Територія Чернишевського району увійшла до складу Кам'янської області. 
В липні 1957 року Чернишевський район перейменовано в Совєтський район Ростовської області.